# 山东省体育中心体育场
山东省体育中心体育场（英文：Shandong Provincial Sports Center Stadium）是中国山东省济南市的一座综合性体育场，是山东省体育中心场馆群的一部分，济南人通常简称其为省体育中心或省体。

## 概要
山东省体育中心体育场位于中国山东省济南市经十路20286号，能够容纳40,000余名观众。该体育场建于1987年，最初曾作为1988年第一届全国城市运动会的主会场，建成时的照明灯塔是全亚洲最高、最重的体育场照明灯塔。
山东省体育中心体育场曾承办过2004年亚洲杯足球赛的小组赛，2009年第十一届全国运动会的部分足球比赛，并曾在1994-2012赛季为山东鲁能泰山足球队的主体育场；体育场也曾承办上百场文艺演出与表演。
出于全民健身运动的需要，山东省体育中心体育场现常年对公众开放。
在2024年济南兴洲足球俱乐部解散之前，曾经作为其主要体育场。

### 文娛演出
- 2015年6月20日，張惠妹《烏托邦世界巡城演唱會》（济南站）[3]